# Alfredo Tassi
Alfredo Tassi (fl. XX secolo) è stato un calciatore italiano, di ruolo attaccante.

## Carriera
Nella stagione 1922-1923 ha segnato 6 gol in 9 presenze in Seconda Divisione (la seconda serie dell'epoca) con la maglia del Parma, risultando così essere il miglior marcatore della squadra nel corso di quella stagione.
Nella stagione 1924-1925 vince il campionato di Seconda Divisione con la maglia del Parma, centrando così la promozione in Prima Divisione, la massima serie dell'epoca. In questa stagione segna 5 reti in 12 presenze.. 
Fa il suo esordio in massima serie il 4 ottobre 1925 in Juventus-Parma (6-0), prima giornata della stagione 1925-1926. Viene impiegato poi anche nelle partite del 13 dicembre a Livorno (4-0 per i toscani), del 3 gennaio 1926 a Padova e del 20 giugno 1926, nuovamente contro il Livorno. A fine anno gioca inoltre nella partita persa per 4-0 contro il Novara, valevole per la qualificazione al successivo campionato di Divisione Nazionale.
A fine anno i ducali retrocedono in seguito al penultimo posto in classifica ottenuto nel girone B, ma vengono riammessi in Prima Divisione (nel frattempo declassata al secondo livello del campionato italiano) per la stagione 1926-1927, nel corso della quale Tassi fa ancora parte della rosa della squadra, che lascia a fine stagione: in questo ultimo campionato gioca 15 partite, segnando anche 4 gol.
In carriera ha giocato in totale 42 partite con la maglia del Parma, con cui ha segnato in tutto 15 reti.
A Parma gli è intitolata una via del Quartiere San Lazzaro.

## Palmarès

### Club

#### Competizioni nazionali
- Seconda Divisione: 1

Parma: 1924-1925